# Bajewo (Region Altai)
Bajewo (russisch Ба́ево) ist ein Dorf (selo) in der Region Altai (Russland) mit 4707 Einwohnern (Stand 14. Oktober 2010).

## Geographie
Der Ort liegt etwa 200 km Luftlinie westlich des Regionsverwaltungszentrums Barnaul in der Kulundasteppe am rechten Ufer der Kulunda. 7 km südlich von Bajewo verläuft der Kulunda-Magistralkanal.
Bajewo ist Verwaltungssitz des Rajons Bajewski sowie Sitz und einzige Ortschaft der Landgemeinde Bajewski selsowet.

## Geschichte
Das Dorf wurde 1756 gegründet. Seit 1924 ist Bajewo Zentrum eines Rajons.

### Bevölkerungsentwicklung
| Jahr | Einwohner |
| ---- | --------- |
| 1939 | 3473      |
| 1959 | 3362      |
| 1970 | 4918      |
| 1979 | 5351      |
| 1989 | 5556      |
| 2002 | 5175      |
| 2010 | 4707      |

Anmerkung: Volkszählungsdaten

## Verkehr
Bajewo liegt an der Straße Kamen am Ob – Sawjalowo – Romanowo. Auf dieser sind es gut 30 km in südlicher Richtung bis zur Siedlung Malinowski mit nächstgelegenen Bahnstation Giljowka bei Kilometer 135 der 1953 eröffneten Strecke Kulunda – Barnaul. Nach Osten führt eine Straße ins benachbarte Rajonzentrum Tjumenzewo und weiter zur Regionalstraße R380 Barnaul – Kamen am Ob.